# Mobile (motorfiets)
Mobile is en historisch merk van scooters.
In 1913 bracht de motorcoureur en vliegtuigbouwer Sir Alliot Verdon-Roe deze gemotoriseerde step, de Mobile Pup op de markt. Ze had voor- en achtervering en cardanaandrijving en werd aangedreven door een 350 cc Villiers-blok.